# Hans-Otto Grünefeldt
Hans-Otto Grünefeldt (né le 4 novembre 1915 à Langensalza, mort le 4 novembre 1991) est un producteur et directeur de programmes de télévision allemand.

## Biographie
Hans-Otto Grünefeldt entre à Radio Frankfurt en 1946, précurseur de l'actuelle Hessischer Rundfunk. Après divers postes à la radio, il devient en 1957 chef du département principal des jeux, des divertissements et des programmes de l'après-midi à la télévision. En 1962, Grünefeldt rejoint la Westdeutscher Rundfunk, mais revient l'année suivante à la Hessischer Rundfunk, où il prend le poste de directeur des programmes de télévision, qu'il occupe jusqu'à sa retraite en 1981.
Au début de sa carrière radiophonique, Grünefeldt écrit quelques pièces radiophoniques. En 1965, il apparaît à la télévision dans l'adaptation cinématographique de la nouvelle de Heinrich Böll, Doktor Murkes gesammeltes Schweigen, et en 1970, il apparut dans Zum Blauen Bock. De 1968 à 1970, il est porte-parole de l'Allemagne au Concours Eurovision de la chanson.
Hans-Otto Grünefeldt est marié à la chanteuse et actrice Maria Mucke (1919-2018) de 1950 jusqu'à sa mort, avec qui il a leur fille Susanne. Le couple repose ensemble au cimetière de Thalerfeld à Kronberg im Taunus.